# Rita Kőbán
Rita Kőbán (Budapest, 10 aprile 1965) è un'ex canoista ungherese.
Ha vinto alle olimpiadi in quattro edizioni: Seul 1988, Barcellona 1992, Atlanta 1996 e Sydney 2000, in tutte le gare del programma femminile (K1 500 m, K2 500 m e K4 500 m).

## Palmarès
- Olimpiadi

Seul 1988: argento nel K4 500 m.
Barcellona 1992: oro nel K4 500 m, argento nel K1 500 m e bronzo nel K2 500 m.
Atlanta 1996: oro nel K1 500 m.
Sydney 2000: argento nel K4 500 m.
- Mondiali

1985: argento nel K2 500 m e bronzo nel K4 500 m.
1986: oro nel K4 500 m.
1987: argento nel K4 500 m.
1990: argento nel K4 500 m.
1991: argento nel K1 500 m e K4 500 m.
1993: argento nel K1 500 m e bronzo nel K4 500 m.
1994: oro nel K1 200 m, K2 200 m e K4 200 m, argento nel K1 500 m e K4 500 m.
1995: oro nel K1 200 m e K1 500 m, bronzo nel K4 500 m.
1998: oro nel K4 200 m, argento nel K2 200 m e bronzo nel K2 500 m.
1999: oro nel K4 200 m e K4 500 m, bronzo nel K1 200 m e K1 500 m.
- Campionati europei di canoa/kayak sprint

Zagabria 1999: argento nel K1 200m.
Poznań 2000: oro nel K1 200m e K1 500m, argento nel K4 500m.